# Mairie d'Issy (metropolitana di Parigi)
Mairie d'Issy è una stazione della linea 12 della metropolitana di Parigi.
Si trova nel comune di Issy-les-Moulineaux.

## La stazione
Essa, dopo la sua apertura, divenne il capolinea sud della linea 12 della Metropolitana di Parigi.
La stazione è stata restaurata a metà degli anni '90 secondo lo stile originale che aveva al momento della costruzione.

## Interscambi
La stazione di Mairie d'Issy ha annessa una stazione di bus composta da numerose linee RATP e Noctilien che ne fa un nodo importante nel sud-ovest di Parigi.